# Pałac w Czernikowie
Pałac w Czernikowie – barokowy pałac w  Czernikowie, w województwie zachodniopomorskim.

## Położenie
Pałac znajduje się w północno-zachodniej części miejscowości, nad jeziorem Czernikowskim. Zwrócony jest fasadą w kierunku osady.

## Architektura i wnętrza
Pałac posiada dwie kondygnacje i podpiwniczenie, opilastrowany, dach czterospadowy obwiedziony parawanami. We wnętrzu znajduje się kilka stylowych sal: rokokowy salon ze stiukowymi ozdobami na ścianach i suficie, pokój z kominkiem, drewnianym pułapem i parkietami. Oficyna i zabudowania folwarczne w podobnym stylu.

## Historia

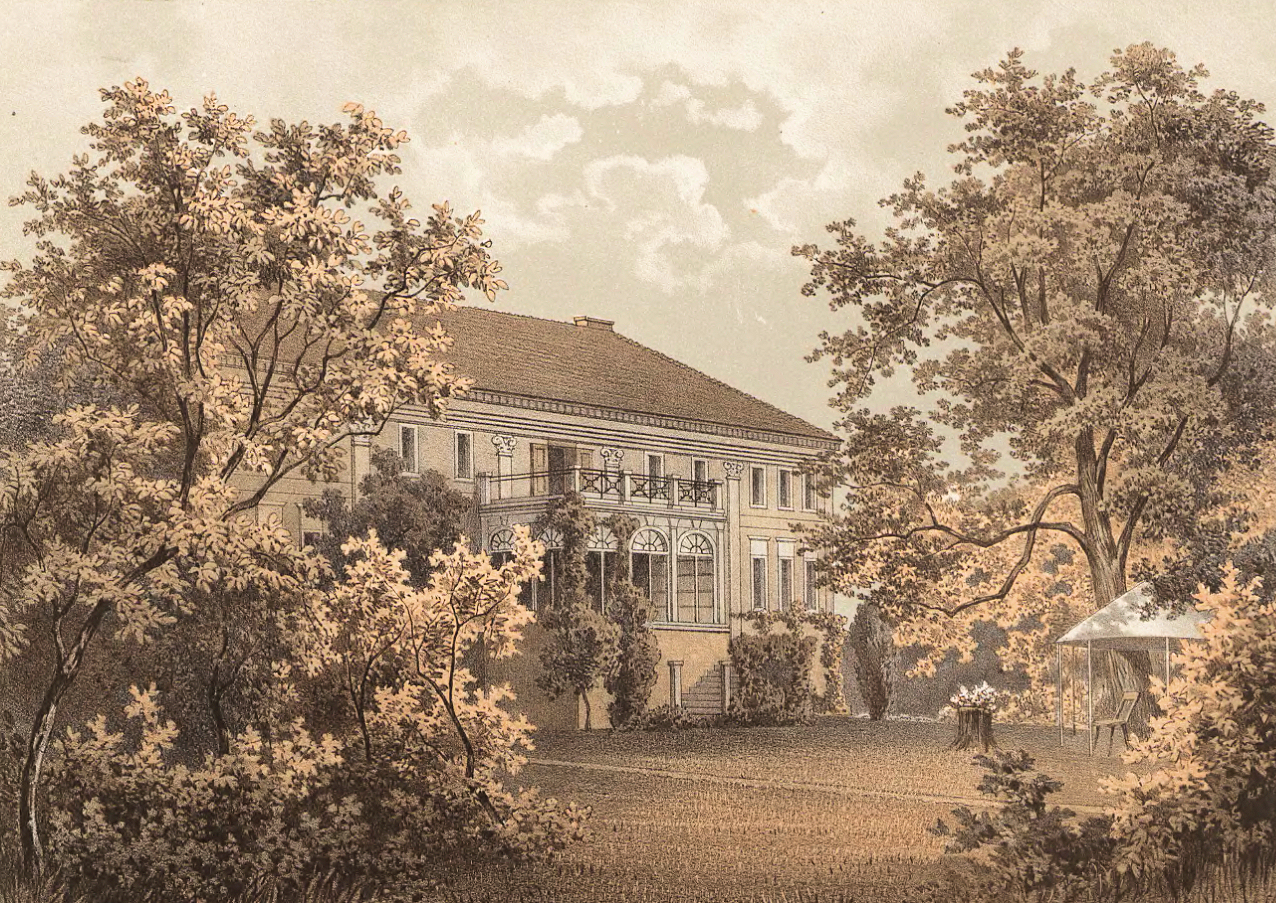
Pałac na litografii Alexandra Dunckera, 2 poł. XIX w.

Pałac wybudowany został w 1850 r. przez Friedricha Wilhelma von Wedel (ur. 1819, zm. 1889), właściciela Czernikowa od 1839-1840. W 1896 r. majątek Czerników nabyła rodzina von Oelsen. Po II wojnie światowej w pałacu urządzano szkolenia brygadzistów, w latach 1953-1979 funkcjonowała w nim Zasadnicza Szkoła Ogrodnicza. Następnie budynek przejął kombinat rolny w Myśliborzu. Obecnie (stan 2010 r.) właścicielami obiektu są synowie Henryka Pantaka.
W 1963 r. dokonano remontu wnętrz, zacierając w części ich zabytkowe i artystyczne cechy. Aktualnie (stan 2010 r.) budynek wymaga remontu.

## Park pałacowy
Na tyłach pałacu, przy jeziorze, znajduje się naturalistyczny park pałacowy o powierzchni 5,6 ha, założony pod koniec XVIII w. Jego obszar pokrywa zwarty starodrzew liściasty z nielicznymi drzewami iglastymi. Wiek drzewostanu określono na 40-160 lat. W zadrzewieniu dominują: lipa, buk,  klon, dąb. Za najładniejsze okazy należy uznać: buk pospolity o obwodzie pnia 410 cm oraz dąb "Dobromir" o obwodzie pnia 480 cm. Według legendy - stworzonej już w czasach PRL - Bolesław I Chrobry miał się tutaj spotkać z księciem słowiańskim Dobromirem, który oddał mu za żonę swą córkę, Emnildę.
W parku znajduje się aleja lipowa, w perspektywie której leży cmentarz rodowy dawnych właścicieli majątku.
Wpisany do rejestru zabytków pod nr A-1051 z 7.02.1978.